# Großer Fruchtvampir

Verbreitungsgebiet des Großen Fruchtvampirs

Der Große Fruchtvampir (Artibeus lituratus) ist ein vom südlichen Nordamerika bis Südamerika verbreitetes Fledertier in der Gattung der Eigentlichen Fruchtvampire. Einige früher zu dieser Art gerechnete Unterarten zählen in neueren Abhandlungen zur Jamaika-Fruchtfledermaus (Artibeus jamaicensis).

## Unterarten und Verbreitung
In den verschiedenen Beschreibungen sind drei oder vier Unterarten aufgeführt:
- Die Nominatform A. l. lituratus ist vom südlichen Orinoco-Becken über die Region Guyanas, Brasilien und Paraguay bis in den Nordosten von Argentinien verbreitet und erreicht im Westen Kolumbien, Ecuador, Peru und Bolivien.
- A. l. intermedius kommt vom zentralen Mexiko über Mittelamerika bis in den Nordwesten von Kolumbien vor.
- A. l. koopmani ist auf den Marias-Inseln in Mexiko endemisch.
- A. l. palmerum bewohnt Kolumbien, Venezuela, Trinidad und Tobago sowie verschiedene Inseln der Kleinen Antillen.

In Mammal Species of the World (2005) sind die Größenunterschiede zwischen A. l. intermedius und A. l. palmerum nicht ausschlaggebend für die Anerkennung von zwei Unterarten und beide werden unter palmerum zusammengefasst.

## Merkmale
Die als A. l. palmerum beschriebenen Populationen besitzen einen 80 bis 101 mm langen Körper, sind schwanzlos und wiegen 55 bis 90 g. Es sind 69 bis 77 mm lange Unterarme, Hinterfüße von 15 bis 21 mm Länge und 20 bis 26 mm lange Ohren vorhanden. Für die unter A. l. intermedius zusammengefassten schwanzlosen Populationen beträgt die Körperlänge 72 bis 95 mm, die Unterarmlänge 59 bis 68 mm und das Gewicht 43 bis 59 g. Bei den anderen Maßen gibt es nur geringfügige Abweichungen und für die nichtgenannten Unterarten wurden ähnliche Werte ermittelt.
Die Fellfarbe der Oberseite variiert zwischen dunkelbraun, schokoladenbraun und rotbraun, während die Unterseite etwas heller ist. Helle Haarspitzen, die an Raureif erinnern, sind nicht vorhanden. Das Nasenblatt besteht aus einer hufeisenförmigen Grundform, die nicht mit der Oberlippe vereint ist, und einen blattförmigen Aufsatz. Typisch für das Gesicht sind pro Seite zwei weißliche Striche, von denen der obere immer deutlich ist und der untere verwaschen sein kann. Beim Großen Fruchtvampir setzt sich die Behaarung etwas auf den Flügeln fort. Zusätzlich kommt dichtes Fell auf den Beinen sowie auf der Oberseite der Schwanzflughaut vor. Für die Art lautet die Zahnformel I 2/2, C 1/1, P 2/2, M 2/3, was 30 Zähne im Gebiss ergibt. Der diploide Chromosomensatz kann 30 oder 31 Chromosomen enthalten (2n=30-31).

## Lebensweise
Diese Fledermaus lebt im Flachland und in Gebirgen bis 2650 Meter Höhe. Sie bewohnt Regenwälder, Wolken- und Nebelwälder, laubabwerfende Wälder, trockene Wälder mit stachligen Sträuchern, Savannen, Landwirtschaftsgebiete, Plantagen und Vorstädte mit Gärten. Der Große Fruchtvampir verlässt sein Tagesversteck in den ersten zwei Stunden nach Sonnenuntergang und kehrt vor der Morgendämmerung zurück. Die Exemplare ruhen im dichten Blattwerk und halten sich an Ästen, Kletterpflanzen, Palmenblättern oder der Baumrinde fest. Manchmal nutzen sie Baumhöhlen in Vertretern der Gattung Ceiba. Eine Gruppe sucht die Umgebung nach Bäumen mit reifen Früchten ab, die etwa eine Woche genutzt werden.
Die Nahrung besteht vorrangig aus Feigen und anderen Früchten sowie aus Blüten, jungen Blätter, Pollen und Insekten. Durch sein Verhalten ist dieser Fruchtvampir bedeutend bei der Verbreitung von Pflanzensamen. Er hilft so bei der Vermehrung von Pflanzen der Gattungen Ameisenbäume, Markfruchtbäume, Mombinpflaumen (Spondias), Mangos, Bananen, Persea, Cyclanthus, Cavendishia, Pfeffer, Prunus und Nachtschatten.
Weibchen paaren sich zweimal jährlich zu unterschiedlichen Zeiten, abhängig von der Verbreitung. Ein Wurf besteht meist aus einem Neugeborenen. In manchen Regionen sind Weibchen kurz nach der Geburt erneut empfangsbereit.

## Gefährdung
Regional wirken sich Waldrodungen negativ auf den Bestand aus. Die IUCN schätzt die Gesamtpopulation als stabil ein und listet die Art als nicht gefährdet (least concern).